# Schwarz (Familienname)

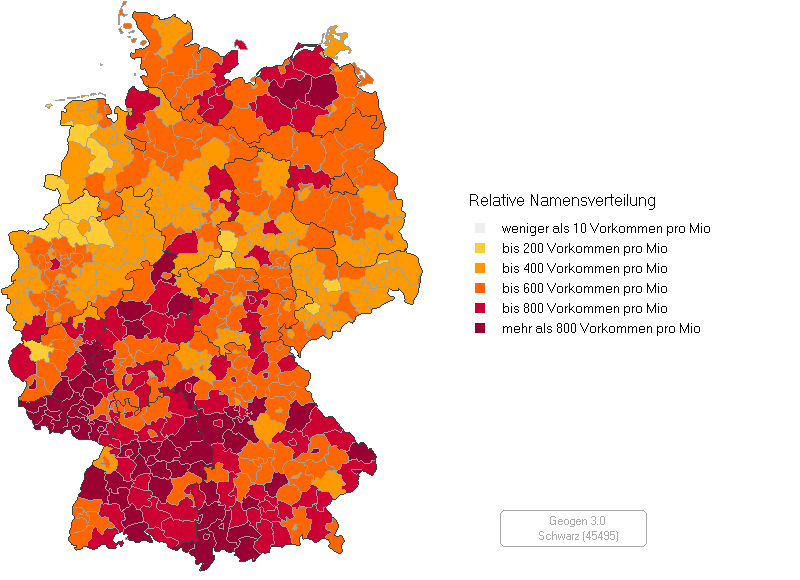
Verteilung des Nachnamens Schwarz in Deutschland

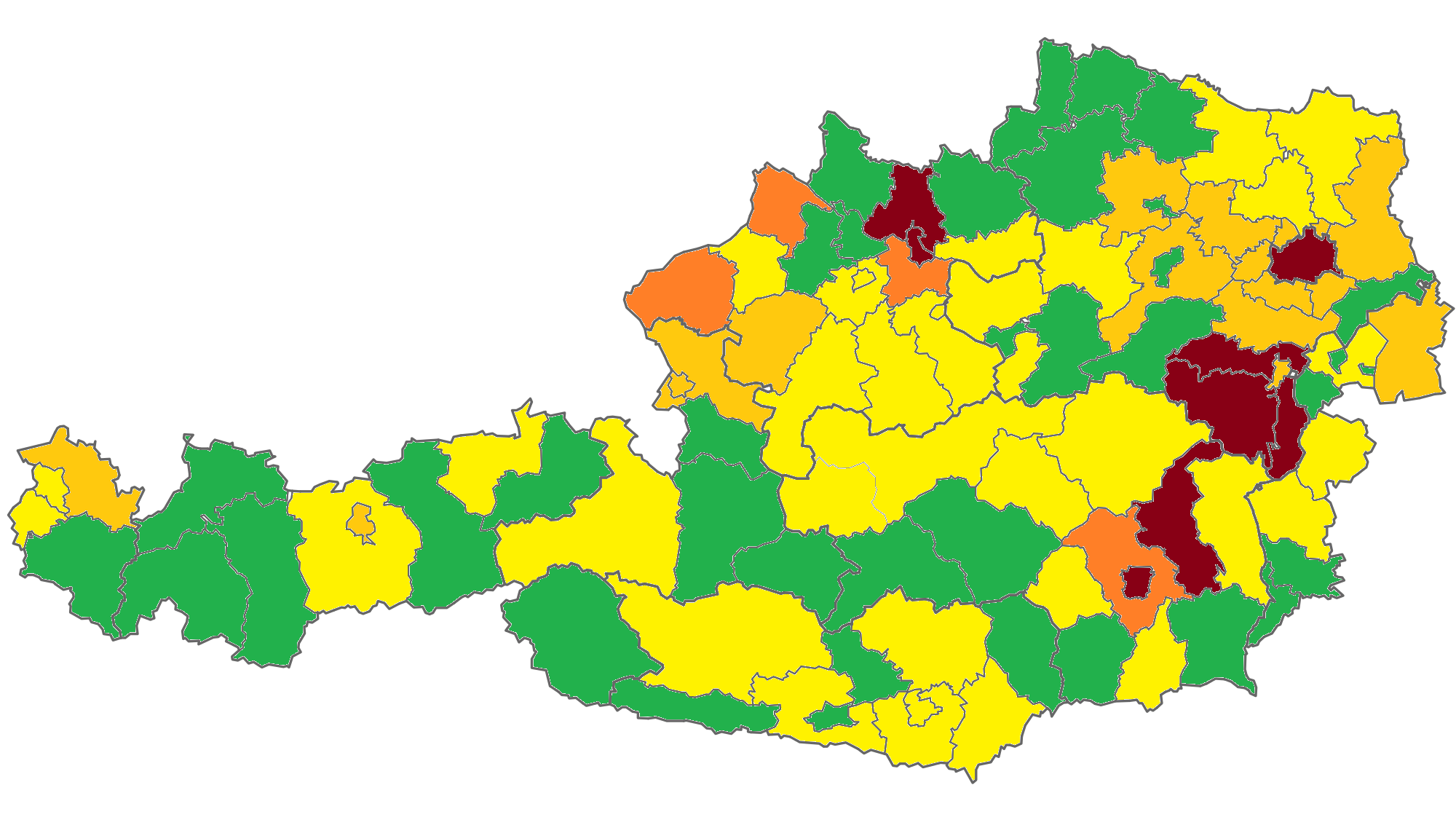
Absolute Häufigkeit des Familiennamens Schwarz in Österreich (Stand: 2013)
1 bis 25 Einwohner
26 bis 50 Einwohner
51 bis 75 Einwohner
76 bis 100 Einwohner
mehr als 100 Einwohner

Schwarz ist ein Familienname, der hauptsächlich im deutschsprachigen Raum Verwendung findet.

## Herkunft und Bedeutung
Schwarz ist ein Übername (Eigenschaftsname) nach der Haarfarbe (wie Braun, Weiß). Darüber hinaus ist er als jüdischer Familienname Bezeichnung der Fahnenfarbe für die Stämme Joseph und Benjamin.
Schwarz belegt den 19. Platz unter den häufigsten deutschen Familiennamen. In Österreich belegt er den 21. Platz.

## Varianten
- Schwartz
- Schwarze
- Schwarzer
- Schwärzl (bairische Variante)
- Schwarzmann
- Shvarts (Transkriptionsvariante aus dem hebräischen oder russischen)
- Švarcs (lettisierte Schreibweise)
- Švarc (tschechisierte Schreibweise)
- Szwarc (polonisierte Schreibweise)

### Erweiterungen
Die Namen Schwarzhaupt und Schwarzkopf haben mit der ursprünglichen Bedeutung zu tun. Weitere Varianten sind:
- Schwarzenberg, Schwarzenberger
- Schwarzenegger
- Schwarzmeier

## Namensträger

### A
- Aaron Sky Schwarz (* 2004), österreichischer Fußballspieler
- Abraham Schwarz (1562–1638), deutscher Jurist
- Adam Schwarz (Forstwissenschaftler) (1878–1934), polnischer Forstwissenschaftler
- Adam Schwarz (Schriftsteller) (* 1990), Schweizer Schriftsteller
- Adolf von Schwarz (1807–1872), österreichischer Jurist und Statistiker
- Adolf Schwarz (Schachspieler) (1836–1910), österreich-ungarischer Schachspieler
- Adolf Schwarz (Rabbiner) (1846–1931), österreichischer Rabbiner
- Adolf Schwarz (Bildhauer) (1855–1913), deutscher Bildhauer
- Adolf Schwarz (Maler) (1868–1926), österreichischer Maler
- Adolf Schwarz (1871–1944), deutscher Bankangestellter und NS-Opfer, siehe Liste der Stolpersteine in Bozen #Adolf Schwarz
- Adolf Schwarz (Verwaltungsjurist) (1880–1945), deutscher Verwaltungsjurist
- Adolf Schwarz (Politiker) (1883–1932), deutscher Politiker (USPD; SPD)
- Adolf Schwarz (Esperantist) (1906–1996), deutscher Arbeiteresperantist
- Adolf Heinrich Friedrich Schwarz (1812–nach 1859), deutscher Arzt und Politiker, MdL Mecklenburg
- Aenne Schwarz (* 1983), deutsche Schauspielerin
- Albert Schwarz (Politiker, I), deutscher Politiker, MdL Sachsen
- Albert Schwarz (Dichter) (1859–1921), deutscher Dichter
- Albert Schwarz (Politiker, 1876) (1876–1929), deutscher Politiker (SPD), MdL Sachsen
- Albert Schwarz (Widerstandskämpfer), österreichischer Widerstandskämpfer
- Albert Schwarz (Maler) (1895–1977), Maler
- Albert Schwarz (Historiker) (1906–1996), deutscher Historiker
- Albert Schwarz (Landrat) (1927–2005), deutscher Landrat
- Albert Georg Schwarz (1687–1755), deutscher Philosoph, Historiker und Hochschullehrer, siehe Albert Georg Schwartz
- Albert Gustav Schwarz (1833 – nach 1898), deutscher Maler
- Albert S. Schwarz (* 1934), russischer Mathematiker und Physiker
- Alberto Schwarz (* 1951), deutscher Denkmalpfleger und Autor
- Albuin Schwarz (* 1969), österreichischer Duathlet und Triathlet
- Aleksander Schwarz (1889–1945), polnischer Militär und Politiker
- Alexander Schwarz (* 1954), deutscher Fußballspieler
- Alexander H. Schwarz (* 1957), deutscher Buchautor
- Alf Schwarz (1935–2015), kanadischer Soziologie und Hochschullehrer
- Alfons Schwarz (Politiker) (1921–1995), deutscher Politiker (CDU)
- Alfons Schwarz (Leichtathlet) (* 1954), deutscher Leichtathlet
- Alfred Schwarz (1833–1909), deutscher Maler, siehe Alfred Schwartz
- Alfred Schwarz (1867–1951), deutscher Maler
- Alfred Schwarz (Nachrichtendienstmitarbeiter) (1904–1988), Geschäftsmann und Nachrichtendienstler
- Alice Schwarz-Gardos (1915–2007), israelische Journalistin
- Aljoscha Andreas Schwarz, Geburtsname von Aljoscha A. Long (* 1961), deutscher Schriftsteller, Psychologe und Philosoph
- Alois Schwarz (Chemiker) (1854–1928), mährischer Lehrer und Chemiker
- Alois Schwarz (Politiker) (1932–2007), österreichischer Politiker (ÖVP), Bürgermeister von Eisenstadt
- Alois Schwarz (Bischof) (* 1952), österreichischer Geistlicher, Bischof von St. Pölten
- Alois Schwarz (Skilangläufer) (1965–1999), österreichischer Skilangläufer
- Anatolij Schwarz (* 1951), deutscher Dichter, Schriftsteller, Dramatiker und Publizist
- André Schwarz, deutscher Sportschütze
- André Schwarz-Bart (1928–2006), französischer Schriftsteller
- Andrea Schwarz (Autorin) (* 1955), deutsche Autorin
- Andrea Schwarz (Politikerin) (* 1957), deutsche Politikerin (Bündnis 90/Die Grünen)
- Andrea Schwarz-Hausmann (* 1966), österreichische Juristin und Autorin
- Andreas Schwarz (Orgelbauer) († 1734), österreichischer Orgelbauer
- Andreas Schwarz (Politiker, 1869) (1869–1955), deutscher Landtagsabgeordneter
- Andreas Schwarz (Politiker, 1965) (* 1965), deutscher Politiker (SPD), MdB
- Andreas Schwarz (Politiker, 1979) (* 1979), deutscher Politiker (Bündnis 90/Die Grünen), MdL Baden-Württemberg
- Andreas Schwarz (Autor) (* 1990), deutscher Autor
- Andreas Schwarz (Eishockeyspieler) (* 1995), deutscher Eishockeyspieler
- Andreas Bertalan Schwarz (1886–1953), deutscher Rechtswissenschaftler
- Andreas Gottlob Schwarz (1743–1806), deutscher Komponist und Fagottist
- Anja Schwarz, deutsche Kulturwissenschaftlerin und Hochschullehrerin
- Annelies Schwarz (* 1938), deutsche Pädagogin und Schriftstellerin
- Annette Schwarz (Politikerin) (1962–2020), deutsche Politikerin (CDU), MdL Niedersachsen
- Annette Schwarz (Pornodarstellerin) (* 1984), deutsche Pornodarstellerin
- Anton Schwarz (Schauspieler) (um 1770–1830), deutscher Schauspieler und Sänger
- Anton Schwarz (Pädagoge) (1833–1900), österreichischer Pädagoge und Schriftsteller
- Anton Schwarz (Bildhauer) (1853–1905), deutscher Bildhauer
- Anton Schwarz (Komponist) (1858–1931), deutscher Komponist und Musikpädagoge
- Anton Schwarz (Politiker) (1872–1946), österreichischer Politiker (CSP), Bundesrat
- Armin Schwarz (Rallyefahrer) (* 1963), deutscher Rallyefahrer
- Armin Schwarz (Politiker) (* 1968), deutscher Politiker (CDU)
- Arno Schwarz (* 1996), österreichischer American-Football-Spieler
- Arthur Schwarz (Generalleutnant) (1848–1935), deutscher Generalleutnant
- Arthur Schwarz (Impresario) (1860–1949), österreichischer Impresario und Theaterproduzent
- Arthur Schwarz (Unternehmer) (1862–1943), deutscher Unternehmensgründer, Neue Photographische Gesellschaft
- Arthur Zacharias Schwarz (1880–1939), österreichischer Rabbiner und Kodikologe
- Artur Schwarz (1890–1957), deutscher Filmarchitekt
- Arturo Schwarz (1924–2021), italienischer Kunsthistoriker, Dichter, Schriftsteller und Kurator
- Asad Schwarz (* 1963), deutscher Schauspieler und Synchronsprecher
- Astrid Schwarz (* 1963), deutsche Philosophin
- August Schwarz (1896–1969), deutscher Maler
- August Friedrich Schwarz (1852–1915), deutscher Tierarzt und Botaniker

### B
- Balduin Schwarz (1902–1993), deutscher Philosoph
- Barbara Schwarz (Politikerin) (* 1959), österreichische Politikerin (ÖVP)
- Barbara Schwarz (Schauspielerin) (* 1971), deutsche Kostümbildnerin und Schauspielerin
- Bärbel Schwarz (* 1978), deutsche Schauspielerin
- Ben Schwarz (* 1976), deutscher Politiker (SPD)
- Benedikt Schwarz (1715–1787), deutscher Ordensgeistlicher, Abt von Tegernsee
- Benjamin Schwarz (Übersetzer) (* 1937), deutscher Übersetzer
- Benjamin Schwarz (Fußballspieler, 1986) (* 1986), deutscher Fußballspieler
- Benjamin Schwarz (Fußballspieler, 1987) (* 1987), österreichischer Fußballspieler
- Benoît Schwarz (* 1991), Schweizer Curler
- Berit Schwarz (* 1967), deutsche Journalistin und Moderatorin
- Bernd Schwarz (Gitarrist), deutscher Gitarrist, Songschreiber und 1975 Gründer der Band Metamorphosis
- Bernd Schwarz (Hornist) (* 1965), deutscher Hornist
- Bernhard Schwarz (Afrikaforscher) (1844–1901), deutscher Afrikaforscher
- Bernhard Schwarz (Mediziner) (1897–1971), deutscher Veterinärmediziner
- Bernhard Schwarz (Ingenieur) (* 1954), deutscher Ingenieur und Hochschullehrer
- Bertha Schwarz, Geburtsname von Bianca Bianchi (1855–1947), deutsch-österreichische Sängerin (Koloratursopran)
- Berthold Schwarz, deutscher Ordensgeistlicher und Alchimist
- Bettina Schwarz (* 1982), österreichische Schauspielerin
- Birgit Schwarz (Kunsthistorikerin) (* 1956), deutsche Kunsthistorikerin
- Birgit Schwarz (* 1968), österreichische Fernsehjournalistin
- Boris Schwarz (1906–1983), russisch-amerikanischer Geiger und Musikwissenschaftler
- Bram Schwarz (* 1998), niederländischer Ruderer
- Brigide Schwarz (1940–2019), deutsche Mittelalterhistorikerin
- Brigitte Schwarz (Politikerin) (* 1960), österreichische Politikerin und Bürgermeisterin der obersteirischen Stadt Kapfenberg
- Brigitte Kurmann-Schwarz (Brigitte Kurmannová Schwarzová; * 1951), schweizerische Kunsthistorikerin
- Büke Schwarz (* 1988), deutsche Comic-Künstlerin

### C
- Carl Schwarz (Politiker, 1796) (1796–1885), deutscher Politiker
- Carl von Schwarz (1817–1898), österreichischer Bauunternehmer
- Carl Schwarz (Fabrikant) (1870–1952), deutscher Chemiefabrikant
- Carl Schwarz (Komponist) (1891–1969), deutscher Komponist und Musiker
- Carl Schwarz (Zirkusartist), deutscher Zirkusartist
- Carl Schwarz-Wendl (1876–1953), österreichischer Mediziner, Physiologe und Hochschullehrer
- Carl Benjamin Schwarz (1757–1813), deutscher Zeichner, Kupferstecher und Maler
- Carlo Schwarz (* 1980), deutscher American-Football-Spieler
- Caroline Schwarz (* 1954), deutsche Politikerin (CDU)
- Caspar Schwarz (1789–1828), württembergischer Oberamtmann
- Cécile Schwarz (1927–2014), Schweizer Logopädin und Hochschullehrerin
- Chajjim Schwarz († 1549), jüdischer Buchdrucker
- Charline Schwarz (* 2001), deutsche Bogenschützin
- Christian Schwarz (Politiker, 1581) (1581–1648), deutscher Politiker, Bürgermeister von Greifswald
- Christian Schwarz (Politiker, 1610) (1610–1679), deutscher Politiker, Bürgermeister von Stralsund
- Christian Schwarz (Entomologe) (1760–1835), deutscher Beamter und Entomologe
- Christian Schwarz (Autor) (* 1960), deutscher Schriftsteller
- Christian Schwarz (Sportkegler) (* 1962), deutscher Sportkegler
- Christian Schwarz (Feuerwehrmann) (* 1968), deutscher Feuerwehrmann
- Christian Schwarz (Handballspieler) (* 1988), deutscher Handballspieler
- Christian Schwarz (Naturbahnrodler) (* 1988), italienischer Naturbahnrodler
- Christian Schwarz-Schilling (* 1930), deutscher Politiker (CDU)
- Christian A. Schwarz (Christian Andreas Schwarz; * 1960), deutscher Theologe und Publizist
- Christian Gottlieb Schwarz (1675–1751), deutscher Geistlicher und Hochschullehrer
- Christian Wilhelm Schwarz (1793–1848), württembergischer Landtagsabgeordneter
- Christina Schwarz (* 1962), US-amerikanische Schriftstellerin
- Christine Schwarz-Fuchs (* 1974), österreichische Politikerin und Unternehmerin
- Christine Schwarz-Thiersch (1908–1992), deutsch-schweizerische Malerin
- Christoph Schwarz (Organist) († 1601), deutscher Organist und Musikpädagoge
- Christoph Schwarz (Orgelbauer), deutscher Orgelbauer
- Christoph Schwarz (Schriftsteller) (* 1947), deutscher Schriftsteller
- Christoph Schwarz (Skispringer) (* 1959), deutscher Skispringer
- Christoph Schwarz (Medienkünstler) (* 1981), österreichischer Medienkünstler und Filmemacher
- Christoph Schwarz (Volleyballspieler) (* 1986), deutscher Volleyballspieler
- Claudia Schwarz (1972–2023), deutsche Autorin

### D
- Dagmar Schwarz (* 1948), österreichische Schauspielerin
- Daniel Schwarz (Geologe) (1880–1969), deutscher Buchhalter, Naturschützer und Geologe
- Daniel Schwarz (Anglist) (* 1941), US-amerikanischer Anglist und Hochschullehrer
- Daniel Schwarz (Drehbuchautor), deutscher Drehbuchautor und Produzent
- Daniel Schwarz (Bildhauer), Schweizer Eisenplastiker
- Daniel Schwarz (Politikwissenschaftler) (* 1975), Schweizer Politikwissenschaftler
- Daniela Schwarz (* 1985), Schweizer Fußballspielerin
- Danny Schwarz (* 1975), deutscher Fußballspieler und -trainer
- Danny Schwarz (Model) (* 1986), britisches Model und DJ
- David Schwarz (1850–1897), österreichischer Erfinder
- Detlef Schwarz (Volleyballspieler) (* 1958), deutscher Volleyballspieler und -trainer
- Detlef Schwarz (Leichtathlet) (1964–2023), deutscher Leichtathlet
- Dieter Schwarz (* 1939), deutscher Unternehmer
- Dieter Schwarz (Museumsleiter) (* 1953), Schweizer Kurator und Autor
- Dietmar Schwarz (Ruderer) (* 1947), deutscher Ruderer
- Dietmar Schwarz (Intendant) (* 1957), deutscher Dramaturg und Intendant
- Dietmar Schwarz (Boxer) (* 1960), deutscher Boxer und Olympiateilnehmer
- Dietrich Schwarz (1913–2000), Schweizer Historiker und Numismatiker
- Donika Gërvalla-Schwarz (* 1971), kosovarische Politikerin

### E
- Eberhard Schwarz (* 1954), deutscher Journalist
- Edouard Schwarz (1863–1920), Schweizer Ingenieur
- Eduard Schwarz (Schauspieler) (1799–1863), deutscher Schauspieler und Opernsänger (Tenor)
- Eduard Schwarz (Mediziner) (1831–1862), österreichischer Mediziner und Anthropologe
- Eduard Schwarz (Arbeiterkammerfunktionär) († 1993), österreichischer Arbeiterkammerfunktionär, Präsident der Kammer für Arbeiter und Angestellte Steiermark (1953–1975)
- Eduard Ferdinand Schwarz (1808–1866), deutscher Architekt, siehe Ferdinand Schwarz (Architekt)
- Edwin Schwarz (* 1994), deutscher Fußballspieler
- Egbert Schwarz (1890–1966), deutscher Chirurg und Hochschullehrer
- Egon Schwarz (Verbandsfunktionär) (1907–1980), deutscher Jurist und Vertriebenenpolitiker
- Egon Schwarz (1922–2017), US-amerikanischer Literaturwissenschaftler österreichischer Herkunft
- Elena Schwarz (1948–2010), russische Lyrikerin, Essayistin und Übersetzerin, siehe Jelena Schwarz
- Elena Schwarz (Dirigentin) (* 1985), schweizerisch-australische Dirigentin
- Elena Schwarz (Schauspielerin) (* 1988), österreichische Schauspielerin, Theaterregisseurin und Autorin
- Eleonore Schwarz (* 1936), österreichische Sängerin
- Elisabeth Schwarz (Musikerin) (* 1922), deutsche Pianistin
- Elisabeth Schwarz (Redakteurin) (1925–2011), deutsche Redakteurin
- Elisabeth Schwarz, bekannt als Sissy Schwarz (* 1936), österreichische Eiskunstläuferin
- Elisabeth Schwarz (Schauspielerin) (* 1938), deutsche Schauspielerin
- Elisabeth Schwarz (Sängerin) (* 1984), österreichische Sopranistin
- Ella Schwarz (1869–1962), deutsche Pädagogin, Kindergärtnerin, Ausbilderin und Publizistin
- Else Schwarz-Binder (1914–2000), deutsche Malerin und Grafikerin
- Emil Schwarz (Mediziner) (1852–1918), deutscher Gynäkologe
- Emil Schwarz (Impresario) (1874–1946), österreichischer Impresario und Theaterproduzent
- Emil Schwarz (1883–nach 1941), deutscher Textilhändler, siehe Liste der Stolpersteine in Berlin-Wedding #Emil Schwarz
- Emil Schwarz (Künstler) (1944–2012), Schweizer Künstler, Schriftsteller und Philosoph
- Emil Schwarz (Schauspieler) (* 1987), deutscher Schauspieler
- Emilie Schwarz (* 1934), österreichische Behindertensportlerin
- Erica Schwarz (1905–1983), deutsche Schriftstellerin
- Erich Schwarz (Schauspieler) (1938–2014), deutscher Schauspieler und Hörspielsprecher
- Erich Schwarz-Bergkampf (1904–1996), österreichischer Montanwissenschaftler und Hochschullehrer für Physikalische Chemie
- Erich J. Schwarz (* 1963), österreichischer Wirtschaftsingenieur und Betriebswirt
- Erich S. Schwarz (1913–1994), israelischer Diplomat, siehe Shimon Avimor
- Erika Schwarz (* 1950), deutsche marxistische Historikerin
- Ernö Schwarz (1904–1974), ungarisch-US-amerikanischer Fußballspieler und -funktionär
- Ernst Schwarz (Pfarrer) (1845–1925), österreichischer evangelischer Theologe und Pfarrer
- Ernst Schwarz (Politiker, 1886) (1886–1958), deutscher Politiker (KPD)
- Ernst Schwarz (Zoologe) (1889–1962), deutscher Zoologe
- Ernst Schwarz (Germanist) (1895–1983), deutscher Germanist und Historiker
- Ernst Schwarz (Politiker, 1904) (1904–1941), deutscher Politiker (NSDAP)
- Ernst Schwarz (Sinologe) (1916–2003), österreichischer Sinologe, Übersetzer und Schriftsteller
- Ernst Schwarz (Politiker, 1917) (1917–1985), Schweizer Politiker, Regierungsrat Aargau
- Erwin Schwarz-Reiflingen (1891–1964), deutscher Musiker, Gitarrist, Komponist und Herausgeber
- Eugen Schwarz (1851–1904), deutsch-österreichischer Maler
- Eugene Amandus Schwarz (1844–1928), US-amerikanischer Entomologe
- Eva-Maria Schwarz-Angele (* 1949), deutsche Richterin am Bundespatentgericht

### F
- Felix Schwarz (1917–2013), Schweizer Architekt
- Ferdinand Schwarz (Orgelbauer) († um 1773), österreichischer Orgelbauer
- Ferdinand Schwarz (Architekt) (Eduard Ferdinand Schwarz; 1808–1866), deutscher Architekt, Bauingenieur, hannoverscher und preußischer Baubeamter, Hochschullehrer
- Ferdinand Schwarz, ein Pseudonym von Gerhard Aichinger (1900–1978), österreichisch-deutscher Schriftsteller
- Ferdinand Schwarz (Fußballspieler) (* 1941), slowakischer Fußballspieler
- Ferdinand Schwarz (Musiker) (* 1997), deutscher Jazztrompeter
- Flo V. Schwarz (* ca. 1970), deutscher Produzent, Sänger und Unternehmer
- Florian Schwarz (Regisseur) (* 1974), deutscher Filmregisseur und Drehbuchautor
- Florian Schwarz (Fußballspieler) (* 1977), österreichischer Fußballspieler
- Frank Schwarz (1857–1928), deutscher Botaniker
- Franz Schwarz (Jurist) (1826–1907), deutscher Verwaltungsjurist
- Franz Schwarz (Bildhauer) (1841–1911), deutscher Bildhauer
- Franz Schwarz (Sänger) (1858–1919), österreichischer Opernsänger (Bariton)
- Franz Schwarz (Dirigent) (1891–1963), österreichischer Kapellmeister, Dirigent, Musiker und Musikpädagoge
- Franz Schwarz (SS-Mitglied) (1899–1960), deutscher SS-Brigadeführer
- Franz Schwarz (Politiker) (1940–2017), deutscher Politiker (SPD), MdL Rheinland-Pfalz
- Franz Ferdinand Schwarz (1934–2001), österreichischer Altphilologe
- Franz Joseph Schwarz (1821–1885), deutscher Geistlicher und Kunsthistoriker
- Franz Sales Schwarz (1849–1912), österreichischer Priester und Religionslehrer
- Franz Wenzel Schwarz (1842–1919), deutscher Maler
- Franz Wilhelm Schwarz (1926–1986), österreichischer Politiker (SPÖ), Oberösterreichischer Landtagsabgeordneter
- Franz Xaver Schwarz (Orgelbauer) (1743–1810), österreichischer Orgelbauer
- Franz Xaver Schwarz (Maler) (1822–1904), württembergischer Maler
- Franz Xaver Schwarz (Politiker) (1875–1947), deutscher Politiker (NSDAP)
- Frieda Schwarz (1887–1954), deutsche Schauspielerin, Rechtsanwältin und Notarin
- Friedel Schwarz (1886–1943), deutscher Kabarettist, Sänger und Damenimitator, siehe Friedrich Schwarz (Kabarettist)
- Friedel Schwarz (Bassist), deutscher Musiker und Bassist
- Friedrich Schwarz (Politiker, 1793) (1793–1861), deutscher Schultheiß und Politiker
- Friedrich Schwarz (Mediziner) (1850–1913), deutscher Mediziner und Homöopath
- Friedrich Schwarz (Politiker, 1871) (1871–1942), deutscher Politiker, Oberbürgermeister von Aalen
- Friedrich Schwarz (Bibliothekar) (1875–1968), Bibliothekar in Danzig
- Friedrich Schwarz (Fechter) (1880–nach 1922), deutscher Fechter
- Friedrich Schwarz (Kabarettist) (auch Friedel Schwarz; 1886–1943), deutscher Kabarettist, Sänger und Damenimitator
- Friedrich Schwarz (Komponist) (1895–1933), österreichischer Pianist, Komponist und Textdichter
- Friedrich Schwarz (Übersetzer) (1897–1963), deutscher Literaturwissenschaftler und Übersetzer
- Friedrich Schwarz (Biologe), österreichischer Biologe
- Friedrich Heinrich Christian Schwarz (1766–1837), deutscher Theologe und Pädagoge
- Friedrich Immanuel Schwarz (1728–1786), deutscher Theologe und Pädagoge
- Friedrich Wilhelm Schwarz (1815–1895), deutscher Geistlicher
- Friedrich Wilhelm Schwarz d. Ä. (1874–1936), deutscher Orgelbauer, siehe Wilhelm Schwarz & Sohn
- Friedrich Wilhelm Schwarz d. J. (1906–??), deutscher Orgelbauer, siehe Wilhelm Schwarz & Sohn
- Fritz Schwarz (Maler) (1860–1936), deutscher Maler und Zeichner
- Fritz Schwarz (Politiker) (1887–1958), Schweizer Autor und Politiker
- Fritz Schwarz (Kakteensammler) (1898–1971), Kakteensammler deutscher Herkunft
- Fritz Schwarz (Mediziner) (1898–1971), Schweizer Gerichtsmediziner und Hochschullehrer
- Fritz Schwarz (Bobfahrer) (1899–1961), deutscher Bobsportler
- Fritz Schwarz (Rechtshistoriker) (1905–1974), deutscher Rechtshistoriker
- Fritz Schwarz (Pfarrer) (1930–1985), deutscher Geistlicher
- Fritz Schwarz (Architekt) (1930–2023), Schweizer Architekt
- Fritz Schwarz-von Spreckelsen (1888–1949), Basler Konsul und Mäzen, Namensgeber des Schwarzparkes
- Fritz Schwarz-Suter (?–1932), Schweizer Journalist
- Fritz Schwarz-Waldegg (1889–1942), österreichischer Maler

### G
- Gabriela Schwarz (Autorin) (* 1958), deutsche Redakteurin und Autorin
- Gabriela Schwarz (Inlineskaterin), deutsche Inline-Speedskaterin
- Gabriele Schwarz (Geographin) (1914–1988), deutsche Geographin
- Gabriele Schwarz-Eckart (1937–1943), deutsches Opfer des Holocaust
- Gabriele Luczak-Schwarz (* 1962), deutsche Kommunalpolitikerin (CDU)
- Gaby Schwarz (Gabriela Schwarz; * 1962), österreichische Moderatorin und Politikerin (ÖVP)
- Georg Schwarz (Schauspieler) (1858–nach 1913), deutscher Schauspieler, Opernsänger (Bass), Regisseur und Schriftsteller
- Georg Schwarz (Politiker, 1873) (1873–1948), deutscher Politiker (Zentrum, BVP), MdR
- Georg Schwarz (Schriftsteller, 1896) (1896–1943), deutscher Schriftsteller
- Georg Schwarz (Politiker, 1896) (1896–1945), deutscher Politiker (SPD, USPD, KPD) und Widerstandskämpfer
- Georg Schwarz (Technologe) (1896–1979), deutscher Nahrungsmitteltechnologe
- Georg Schwarz (Schriftsteller, 1902) (1902–1991), deutscher Schriftsteller
- Georg Schwarz (Geistlicher) (1914–2010), deutscher Ordensgeistlicher und Hochschullehrer
- Georg Christoph Schwarz (1732–1792), deutscher katholischer Geistlicher und Hochschullehrer
- Gerald Schwarz (* 1946), US-amerikanischer Mathematiker
- Géraldine Schwarz (* 1974), französisch-deutsche Journalistin und Buchautorin
- Gerard Schwarz (* 1947), amerikanischer Dirigent
- Gerda Schwarz (1941–2015), österreichische Klassische Archäologin
- Gerhard Schwarz (Kirchenmusiker) (1902–1995), deutscher Kirchenmusiker und Organist
- Gerhard Schwarz (Politiker) (1919–1992), deutscher Politiker (SPD), MdA Berlin
- Gerhard Schwarz (Physiker) (1930–2015), deutscher Physiker
- Gerhard Schwarz (Philosoph) (1937–2022), österreichischer Philosoph, Unternehmensberater und Hochschullehrer
- Gerhard Schwarz (Maler) (* 1940), deutscher Maler, Grafiker und Hochschullehrer
- Gerhard Schwarz (Journalist) (* 1951), schweizerisch-österreichischer Journalist
- Gertrud Schwarz-Helberger (1894–1991), österreichisch-deutsche Künstlerin
- Gideon E. Schwarz (1933–2007), Mathematiker und Professor der Statistik an der Hebräischen Universität Jerusalem
- Gina Schwarz (* 1968), österreichische Jazzmusikerin
- Gisela Schwarz (Politikerin, 1943) (* 1943), deutsche Politikerin (SPD), MdBB
- Gisela Schwarz (Politikerin, um 1947) (* um 1947), deutsche Politikerin (SPD)
- Gisela Schwarz (Politikerin, 1949) (* 1949), deutsche Politikerin (SPD), MdL Sachsen
- Gottfried Schwarz (Theologe) (1707–1786), deutscher evangelischer Theologe und Hochschullehrer
- Gottfried Schwarz (Pfarrer) (1845–1920), deutscher evangelischer Theologe
- Gottfried Schwarz (SS-Mitglied) (1913–1944), deutscher SS-Untersturmführer
- Gottfried Schwarz (Architekt) (1925–2012), Schweizer Architekt, Politiker und Verbandsfunktionär
- Gottfried Schwarz (Regisseur), österreichischer Regisseur
- Gotthold Schwarz (* 1952), deutscher Sänger und Dirigent
- Günter Schwarz (Politiker, 1931) (1931–2000), deutscher Politiker (SPD), MdL Nordrhein-Westfalen
- Günter Schwarz (General) (* 1949), deutscher Brigadegeneral der Bundeswehr
- Günter Schwarz (Politiker, 1950) (* 1950), deutscher Politiker (SPD), Bürgermeister von Seevetal
- Günter Christian Schwarz (1955–2005), deutscher Rechtswissenschaftler und Hochschullehrer
- Günther Schwarz (Verleger, 1895) (Günther Emil Schwarz; John; 1895–1983), deutscher Verleger und Autor
- Günther Schwarz (Schauspieler) (1902–??), deutscher Schauspieler
- Günther Schwarz (Verleger, 1905) (1905–1996), deutscher Verleger und Übersetzer
- Günther Schwarz (Widerstandskämpfer) (1928–1944), deutscher Widerstandskämpfer
- Günther Schwarz (Theologe) (1928–2009), deutscher Theologe
- Günther Schwarz (Politiker) (1941–2022), deutscher Jurist und Politiker (CDU)
- Gustav Schwarz (um 1800–um 1876), deutscher Kupferstecher und Maler

### H
- Hanna Schwarz (Fotografin) (Hanni Schwarz, Hanna von Schwarz; 1875–1935), deutsche Künstlerin, Fotografin und Unternehmerin
- Hanna Schwarz (Sängerin) (* 1943), deutsche Opernsängerin
- Hanna Schwarz (Künstlerin) (* 1975), deutsche Zeichnerin, Fotografin und Filmkünstlerin
- Hannes Schwarz (1926–2014), österreichischer Maler
- Hanni Schwarz, deutsche Fotografin
- Hanns Schwarz (Regisseur) (1888–1945), österreichischer Filmregisseur
- Hanns Schwarz (Mediziner) (1898–1977), deutscher Psychiater und Hochschullehrer
- Hans Schwarz (Medailleur) (1492–um 1550), deutscher Medailleur
- Hans Schwarz (Ringer) (1883–1960), deutscher Ringer
- Hans Schwarz (Schriftsteller) (1890–1967), deutscher Schriftsteller
- Hans Schwarz (Autor) (1895–1965), Schweizer Reiter und Schriftsteller
- Hans Schwarz (Widerstandskämpfer) (1904–1970), österreichischer Widerstandskämpfer und Verbandsfunktionär
- Hans Schwarz (Schauspieler) (1908–1983), deutscher Schauspieler
- Hans Schwarz (Parteifunktionär) (1909–1944), deutscher Parteifunktionär (KPD)
- Hans Schwarz (Schwimmer) (1912–1996), deutscher Schwimmsportler
- Hans Schwarz (Fußballspieler, 1923) (* 1923), deutscher Fußballspieler
- Hans Schwarz (Theologe) (* 1939), deutscher Theologe
- Hans Schwarz (Schriftsteller, 1947) (* 1947), deutscher Schriftsteller
- Hans Schwarz van Berk (Pseudonym Hans Hansen; 1902–1973), deutscher Journalist
- Hans Schwarz-Glossy (1889–nach 1947), österreichischer Arzt und Sänger
- Hans von Schwarz-Karsten (1898–1984), österreichischer Anatom und Hochschullehrer
- Hans Dieter Schwarz (1923–1991), deutscher Maler und Grafiker
- Hans-Günter Schwarz (* 1941), deutscher Weinbautechniker, Kellermeister und Weingutverwalter
- Hans-Günther Schwarz (* 1945), deutscher Germanist und Hochschullehrer
- Hans Kaspar Schwarz (1891–1966), Schweizer Künstler
- Hans-Otto Schwarz (1929–2011), deutscher Politiker (SPD)
- Hans-Peter Schwarz (Historiker) (1934–2017), deutscher Politikwissenschaftler und Zeithistoriker
- Hans-Peter Schwarz (Mediziner) (1945–2021), deutscher Kinderarzt und Hochschullehrer
- Hans-Peter Schwarz (Kunsthistoriker) (* 1945), deutscher Kunsthistoriker
- Hans Rudolf Schwarz (* 1930), Schweizer Mathematiker
- Hans-Werner Schwarz (* 1946), deutscher Politiker (FDP)
- Hans Wilhelm Holm Schwarz (1935–2019), deutscher Archivar und Historiker
- Harald Schwarz (1921–1995), deutscher Puppenspieler
- Harald Schwarz (Elektroingenieur) (* 1957), deutscher Elektroingenieur und Hochschullehrer
- Harry Schwarz (1924–2010), südafrikanischer Politiker
- Hartmann Schwarz (1600–1662), Schweizer Theologe
- Hartwig Schwarz (1953–2021), deutscher Maler
- Heiko Schwarz (* 1989), deutscher Fußballspieler
- Heinrich Schwarz (Chemiker) (Karl Leonhard Heinrich Schwarz; 1824–1890), deutscher Chemiker und Hochschullehrer
- Heinrich Schwarz (Unternehmer) (1850–1924), deutscher Unternehmer
- Heinrich Schwarz (Schriftsetzer) (1863–1928), deutscher Schriftsetzer und Verbandsfunktionär
- Heinrich Schwarz (Kunsthistoriker) (1894–1974), österreichisch-amerikanischer Kunsthistoriker
- Heinrich Schwarz (Künstler) (1903–1977), deutscher Maler und Bildhauer
- Heinrich Schwarz (SS-Mitglied) (1906–1947), deutscher SS-Hauptsturmführer
- Heinrich August Schwarz (1822–1893), deutscher Richter und Politiker
- Heinrich Jakob Schwarz (1787–nach 1826), deutscher Fabrikant und Politiker
- Heinrich M. Schwarz (1911–1957), deutscher Kunsthistoriker und Fotograf
- Heinrich Martin Schwarz (1885–1945), deutscher Architekt, siehe Martin Schwarz (Architekt)
- Heinz Schwarz (Bildhauer) (1920–1994), Schweizer Bildhauer und Maler
- Heinz Schwarz (Politiker, 1921) (1921–2016), deutscher Politiker (SED) und Wirtschaftsmanager
- Heinz Schwarz (Fußballspieler, 1925) (* 1925), deutscher Torhüter
- Heinz Schwarz (Politiker, 1928) (1928–2023), deutscher Politiker (CDU)
- Heinz Schwarz (Diplomat) (1930–2020), Außenhandelsattaché der DDR in Uruguay
- Heinz Wilhelm Schwarz (1927–2004), deutscher Regisseur
- Helene Schwarz (1927–2021), deutsche Medienfunktionärin
- Helga Schwarz-Schumann (* 1955), deutsche Politikerin (SPD)
- Hellmut Schwarz (1938–2023), deutscher Anglist, Hochschullehrer und Herausgeber
- Helmut Schwarz (Maler) (1891–1961), deutscher Maler und Grafiker
- Helmut Schwarz (General) (1919–2018), deutscher Brigadegeneral
- Helmut Schwarz (Regisseur) (1928–2009), österreichischer Regisseur, Dramaturg und Schriftsteller
- Helmut Schwarz (Ingenieur) (* 1931), deutscher Regelungstechniker und Hochschullehrer
- Helmut Schwarz (Chemiker) (* 1943), deutscher Chemiker und Hochschullehrer
- Helmut Schwarz (Historiker) (1952–2022), deutscher Historiker und Museumsleiter
- Helmuth Schwarz (* 1945), österreichischer Lebensmittelchemiker und Publizist
- Hendrik Schwarz (* 1996), deutscher American-Football-Spieler
- Henning Schwarz (1928–1993), deutscher Politiker (CDU)
- Henriette Polak-Schwarz (1893–1974), niederländische Unternehmerin und Mäzenatin
- Henrik Schwarz (* 1972), deutscher DJ und Musikproduzent
- Herbert Schwarz (Bildhauer) (1921–1972), österreichischer Bildhauer
- Herbert Schwarz (Eisschnellläufer) (* 1953), deutscher Eisschnellläufer
- Hermann Schwarz (Philosoph) (1864–1951), deutscher Philosoph
- Hermann Schwarz (Industrieller) (1908–1995), deutscher Physiker und Industrieller
- Hermann Schwarz (Fußballspieler) (1914–1950), deutscher Fußballspieler
- Hermann Amandus Schwarz (1843–1921), deutscher Mathematiker
- Hildegard Schwarz (1914 – nach 1984), deutsche Politikerin (DFD)
- Holm-Dietmar Schwarz (1928–2007), deutscher Apotheker und Pharmaziehistoriker
- Horst Schwarz (Trompeter) (* 1939), deutscher Jazzmusiker
- Horst Schwarz (Ringer) (* 1942), deutscher Ringer
- Horst Schwarz (Autor) (* 1945), deutscher Autor und Sprecher
- Hubert Schwarz (Politiker) (1923–2004), deutscher Politiker (SPD)
- Hubert Schwarz (Extremsportler) (* 1954), deutscher Extremsportler
- Hubert Schwarz (Fußballspieler) (* 1958), deutscher Fußballspieler
- Hubert Schwarz (Skisportler) (* 1960), deutscher Nordischer Kombinierer und Skispringer
- Hugo Schwarz (1817–1897), deutscher Jurist und Richter

### I
- Ignaz Schwarz (Theologe) (1690–1763), deutscher Jurist, Theologe und Kirchenhistoriker
- Ignaz Schwarz (Mediziner) (1795–1880), deutscher Arzt, Politiker und Schriftsteller
- Ignaz Schwarz (Antiquar) (1867–1925), österreichischer Fachautor, Antiquar und Mediziner
- Ildephons Schwarz (eigentlich Carl Joseph Schwarz; 1752–1794), deutscher Theologe
- Ilse Schwarz-Schiller (* 1936), Pianistin, Klavierpädagogin und Konzertveranstalterin
- Ingrid Goltzsche-Schwarz (1936–1992), deutsche Grafikerin
- Irene Schwarz (* 1960), deutsche Schauspielerin
- Isaak Iossifowitsch Schwarz (auch Schwartz; 1923–2009), russischer Komponist
- Israel Schwarz (1828–1875), deutscher Rabbiner
- Ivonne Schwarz (* 1978), deutsche Schauspielerin und Diplom-Demographin

### J
- Jacob Schwarz (1685–1766), deutsch-böhmischer Baumeister und Architekt
- Jacques Schwarz-Bart (* 1962), französischer Jazzsaxophonist
- Jaecki Schwarz (* 1946), deutscher Schauspieler
- Jakob Schwarz (Unternehmer) (1868–1917), österreichisch-ungarischer Unternehmer
- Jakob Schwarz (Künstler) (1918–?), Schweizer Maler, Bildhauer und Objektkünstler
- Jakob Schwarz (* 1985), österreichischer Politiker (Grüne), Abgeordneter zum Nationalrat
- Jean Albert Schwarz (1873–1957), deutscher Politiker (Zentrum)
- Jelena Schwarz (1948–2010), russische Lyrikerin
- Jens Schwarz (* 1968), deutscher Dokumentarfotograf und Dozent
- Jessica Schwarz (* 1977), deutsche Schauspielerin
- Jewgeni Lwowitsch Schwarz (1896–1958), russischer Schriftsteller und Dramatiker
- Joachim Schwarz (1930–1998), deutscher Diakon, Kirchenmusiker, Komponist und Herausgeber
- Joachim Chaim Schwarz (1909–1992), deutsch-palästinensischer jüdischer Schriftsteller
- Joe Schwarz (* 1937), US-amerikanischer Politiker
- Johann Schwarz (Politiker, 1842) (1842–1916), deutscher Bäcker und Politiker, MdR
- Johann Schwarz (Gewerkschafter) (1852–1928), deutscher Gewerkschafter
- Johann Schwarz (Fußballspieler, I), österreichischer Fußballspieler
- Johann Schwarz (Fußballspieler, 1891) (1891–1914), österreichischer Fußballspieler
- Johann Schwarz (Politiker, 1933) (* 1933), österreichischer Politiker (ÖVP), Burgenländischer Landtagsabgeordneter
- Johann Georg Schwarz (1751–1784), ungarisch-russischer Germanist, Pädagoge Aufklärer und Hochschullehrer
- Johann Georg Gottlob Schwarz (1734–1788), deutscher Theologe
- Johann Konrad Schwarz (1676–1747), deutscher Pädagoge und Theologe
- Johann Peter Schwarz (1721–1781), deutscher Theologe, siehe Johann Peter Schwartz
- Johann Wolfgang Schwarz (1747–1835), deutscher Spielleiter und Dramatiker
- Johannes Schwarz (Musiker) (* 1970), deutscher Fagottist und Musikpädagoge
- Johannes Schwarz (Fußballspieler) (Hannes Schwarz; * 1973), österreichischer Fußballspieler
- Johannes Schwarz (Politiker) (* 1977), österreichischer Politiker (SPÖ), Steiermärkischer Landtagsabgeordneter
- Johannes Maria Schwarz (* 1978), österreichischer Priester und Internetaktivist
- John Schwarz (* 1941), US-amerikanischer Physiker
- Jörg Schwarz (* 1968), deutscher Historiker, Mediävist und Hochschullehrer
- Josef Schwarz (Architekt) (1863–1940), österreichischer Architekt
- Josef Schwarz (Politiker, 1873) (1873–1927), österreichischer Politiker (CS), Niederösterreichischer Landtagsabgeordneter
- Josef Schwarz (Priester) (1894–1980), Südtiroler Priester
- Josef Schwarz (Politiker, 1910) (1910–1985), deutscher Politiker
- Josef Schwarz (General) (1932–2019), deutscher Generalmajor des Ministeriums für Staatssicherheit
- Josef Schwarz (Historiker) (* 1932), deutscher Agrarökonom, Jurist und Historiker
- Josef Schwarz (Schauspieler) (* 1939), österreichischer Schauspieler
- Josef Schwarz (Leichtathlet) (* 1941), deutscher Leichtathlet
- Josef Schwarz (Joe Schwarz; 1944–2004), deutscher Musiker, siehe Josef Schwarz Orchester
- Joseph Schwarz (Geograph) (1804–1865), deutscher Geograph, Heimatforscher und Rabbiner
- Joseph Schwarz (Bildhauer) (1848–nach 1899), deutsch-böhmischer Bildhauer
- Joseph Schwarz (Kapellmeister) (1852–1909), österreichischer Kapellmeister, Chorleiter, Organist und Komponist
- Joseph von Schwarz (1859–1933), österreichischer Konteradmiral
- Joseph Schwarz (Sänger) (1881–1926), lettisch-deutscher Opernsänger (Bariton)
- Joseph Schwarz (Pianist) (1883–1945), russischer Pianist
- Judith Schwarz (* 1989), österreichische Jazzmusikerin
- Julie Wilhelmine Hagen-Schwarz (1824–1902), deutsch-baltische Malerin
- Julius Schwarz (Orgelbauer) (1862–1934), deutscher Orgelbauer
- Julius Schwarz (Politiker) (1880–1949), deutscher Gewerkschafter und Politiker (SPD, SPS)
- Julius Schwarz (Bankier) (1881–1931), deutscher Bankier
- Jürgen Schwarz (Architekt) (1931–2016), deutscher Architekt
- Jürgen Schwarz (Politikwissenschaftler) (1936–2020), deutscher Politikwissenschaftler
- Jürgen Schwarz (Politiker) (* 1937), deutscher Politiker (DSU)
- Jürgen Schwarz (Autor) (* 1940), deutscher Lehrer und Autor
- Jürgen Schwarz (Jurist) (* 1961), deutscher Jurist und Parteifunktionär (CDU)
- Jürgen Schwarz (Fußballspieler) (* 1964), deutscher Fußballspieler

### K
- Karl Schwarz (Politiker, I) († 1863), österreichischer Politiker, Abgeordneter zum Oberösterreichischen Landtag
- Karl Schwarz (Theologe) (Karl Heinrich Wilhelm Schwarz; 1812–1885), deutscher Theologe
- Karl von Schwarz (1817–1898), österreichischer Bauunternehmer, siehe Carl von Schwarz
- Karl von Schwarz (General) (1859–1929), österreichischer Generalmajor
- Karl Schwarz (Politiker, 1882) (1882–1949), deutscher Politiker (DDP, CDU), MdL Mecklenburg-Vorpommern
- Karl Schwarz (Kunsthistoriker) (1885–1962), deutsch-israelischer Kunsthistoriker
- Karl Schwarz (Architekt) (1886–1959), deutscher Architekt
- Karl Schwarz (Bevölkerungswissenschaftler) (1917–2014), deutscher Bevölkerungswissenschaftler
- Karl Schwarz (Politiker, III), deutscher Politiker (SPD), MdHB
- Karl Frey-Schwarz (1925–2021), deutscher Architekt
- Karl Rochet-Schwarz (1867–1925), Schweizer Maler
- Karl August Schwarz (1781–1853), deutscher Architekt und Baubeamter
- Karl Hermann Schwarz-Vanwakeren (1901–1983), österreichisch-schweizerischer Wissenschaftsautor
- Karl Ludwig Albert Schwarz (1871–1931), deutscher Bankier
- Karl-Peter Schwarz (* 1952), deutscher Journalist
- Karl W. Schwarz (* 1952), österreichischer Kirchenrechtler und Historiker
- Karl Wilhelm Emanuel Schwarz (1768–1838), deutscher Schauspieler
- Karolin Schwarz (* 1985), deutsche Journalistin und Autorin
- Kaspar Schwarz (1811–1879), österreichischer Politiker
- Katharina Schwarz (* 1972), deutsche Schauspielerin
- Kay Schwarz (* 1979), deutscher Künstler
- Klaus Schwarz (Mediziner) (1914–1978), deutscher Arzt und Physiologe
- Klaus Schwarz (Archäologe) (1915–1985), deutscher Archäologe und Konservator
- Klaus Schwarz (Historiker) (1928–1998), deutscher Historiker und Archivar
- Klaus Schwarz (Orientalist) (1943–1989), deutscher Orientalist, Verleger, Bibliograf und Bibliothekar
- Klaus Peter Schwarz (1940–2005), deutscher Künstler, Jurist, Pädagoge und Unternehmer
- Klaus-Peter Schwarz (* 1955), deutscher Philosoph und Dichter
- Kristof Schwarz (* 1987), deutscher Basketballspieler
- Kurt Schwarz (Landrat) (1887–1973), deutscher Landrat
- Kurt Schwarz (Manager) (1908–1983), deutscher Ingenieur und Wirtschaftsmanager
- Kurt Schwarz (Fotograf) (* 1937), deutscher Fotograf und Bildjournalist
- Kurt Schwarz (Politiker), Mitglied der Volkskammer der DDR
- Kurt L. Schwarz (1909–1983), österreichischer Antiquar und Kunsthistoriker
- Kyrill-Alexander Schwarz (* 1968), deutscher Rechtswissenschaftler

### L
- Laina Schwarz (* 1982), deutsche Schauspielerin
- Laurent Schwarz (* 2022), deutscher Maler
- Lavoslav Schwarz (1837–1906), kroatischer Kaufmann
- Lena Schwarz (* 1976), deutsche Schauspielerin
- Leo Schwarz (1931–2018), deutscher Geistlicher, Weihbischof in Trier
- Leonore Schwarz-Neumaier (1889–1942), österreichische Sängerin (Alt)
- Leopold Schwarz (1877–1962), deutscher Hygieniker
- Leopold Schwarz (1897–1960), deutscher Theologe und Pfarrer
- Lew Schwarz (1898–1962), sowjetischer Komponist
- Libgart Schwarz (* 1941), österreichische Schauspielerin
- Lieselotte Schwarz (1930–2003), deutsche Illustratorin
- Lotte Schwarz (Übersetzerin) (1902–1984), deutsch-französische Übersetzerin
- Lotte Schwarz (Bibliothekarin) (1910–1971), deutsch-schweizerische Bibliothekarin
- Luca Schwarz, deutscher Volleyballspieler
- Ludwig Schwarz (Politiker) (auch Louis Schwarz; 1819–1889), deutscher Tuchfabrikant und Politiker (VP, DFP), MdR
- Ludwig Schwarz (Astronom) (1822–1894), deutsch-russischer Astronom, Topograf und Geodät
- Ludwig Schwarz (Pfarrer) (1833–1910), österreichischer Pfarrer
- Ludwig Schwarz (Schriftsteller) (1849–1931), deutscher Heimatdichter
- Ludwig Schwarz (* 1940), österreichischer Geistlicher, Bischof von Linz
- Ludwig Schwarz (Metallbildhauer) (1940–2007), österreichischer Schlosser und Metallbildhauer
- Ludwig Stefan Schwarz (1925–1981), rumänischer Journalist und Mundartautor

### M
- Magdalena Schwarz (1900–1971), deutsche Ärztin
- Malte Schwarz (* 1989), deutscher Basketballspieler
- Manfred Schwarz (Dramatiker) (1932–2000), Schweizer Dramatiker und Regisseur
- Manfred Schwarz (Koch) (* 1956), deutscher Koch
- Manfred Schwarz (Autor) (* 1962), deutscher Sachbuch- und Kinderbuchautor
- Manfred Schwarz (Historiker) (* 1985), Kulturvermittler und Historiker aus Südtirol
- Marco Schwarz (* 1995), österreichischer Skirennläufer
- Marek Schwarz (* 1986), tschechischer Eishockeytorwart
- Margarita Schwarz-Gagg (1899–1989), Schweizer Ökonomin, Mutter der Mutterschaftsversicherung
- Maria Schwarz (Schauspielerin) (1877–1963), deutsche Schauspielerin
- Maria Schwarz (Juristin) (1906–1992), deutsche Juristin und Richterin am Bundessozialgericht
- Maria Schwarz (Architektin) (1921–2018), deutsche Architektin und Hochschullehrerin
- Marie Beatrice Schwarz (1898–1969), niederländische Botanikerin und Phytologin
- Marie-Louise Schwarz (1931–2013), österreichische Schauspielerin und Radiomoderatorin, siehe Louise Martini
- Marie-Luise Schwarz-Schilling (1932–2024), deutsche Autorin und Unternehmerin
- Mario Schwarz (* 1945), österreichischer Kunsthistoriker
- Marquard Schwarz (1887–1968), US-amerikanischer Schwimmer
- Martin Schwarz (Maler) (um 1440–vor 1511), deutscher Maler
- Martin Schwarz (Architekt) (Heinrich Martin Schwarz; 1885–1945), deutscher Architekt
- Martin Schwarz (Pfarrer) (1905–1990), deutscher Lehrer und Pfarrer
- Martin Schwarz (Ornithologe) (1911–2003), Schweizer Lehrer, Naturforscher und Ornithologe
- Martin Schwarz (Politiker) (* 1935), deutscher Politiker (CDU)
- Martin Schwarz (Künstler) (* 1946), Schweizer Künstler, Autor und Verleger
- Martin Schwarz (Journalist) (* 1971), österreichischer Journalist, Publizist und Autor
- Martin Maria Schwarz (* 1963), deutscher Rundfunkmoderator, Sprecher und Autor
- Martina Schwarz (* 1960), deutsche Volleyball- und Beachvolleyballspielerin
- Mathias Schwarz (* 1952), deutscher Jurist
- Matthäus Schwarz (1497–1574), deutscher Kaufmann
- Matthias Schwarz (Mathematiker) (* 1967), deutscher Mathematiker und Hochschullehrer
- Matthias Schwarz (Fußballspieler) (* 1987), deutscher Fußballspieler
- Max Schwarz (Musiker) (1856–1923), deutscher Musiker und Mitgründer des Raff-Konservatoriums
- Max Schwarz (Mediziner) (1898–1991), deutscher Mediziner
- Max Schwarz (Politiker) (1904–1979), deutscher Politiker (SPD)
- Max Karl Schwarz (1895–1963), deutscher Gärtner und Landschaftsarchitekt
- Max Schwarz (Bildhauer) (-1921/22), deutscher Bildhauer
- Maximilian von Schwarz (1888–1947), deutscher Metallurg, Mineraloge und Hochschullehrer
- Maximilian Schwarz (* 1934), österreichischer Insektenkundler
- Maximilian Schwarz (Skirennläufer) (* 2002), deutscher Skirennläufer
- Meier Schwarz (1926–2022), israelischer Hydrobiologe
- Meike Schwarz, deutsches Model
- Melan Schwarz (* 1958), österreichische Schauspielerin, siehe Marijam Agischewa
- Melanie Schwarz (* 1989), italienische Naturbahnrodlerin
- Michael Schwarz (Kunsthistoriker) (1940–2021), deutscher Kunsthistoriker
- Michael Schwarz (Architekt) (* 1964), deutscher Architekt, Stadtplaner und Hochschullehrer
- Michael Schwarz (Literaturwissenschaftler) (* 1964), deutscher Literaturwissenschaftler
- Michael Schwarz (Basketballspieler) (* 1967), deutscher Basketballspieler und -trainer
- Michael Schwarz (Schachspieler) (* 1971), deutsch-österreichischer Schachspieler
- Michael Schwarz (Dokumentarfilmer) (* 1979), deutscher Regisseur und Dokumentarfilmer
- Michael Viktor Schwarz (* 1956), deutsch-österreichischer Kunsthistoriker
- Michl Schwarz (1878–1968), österreichischer Fußballfunktionär
- Miroslav Schwarz (* 1975), deutscher Schachspieler und -trainer
- Mommie Schwarz (1876–1942), niederländischer Maler
- Monika Schwarz (* 1946), deutsche Schauspielerin
- Monika Schwarz (Heimatforscherin), deutsche Heimatforscherin und Autorin
- Monika Schwarz (Boxerin) (* 1989), deutsche Boxsportlerin
- Monika Schwarz-Friesel (* 1961), deutsche Kognitionswissenschaftlerin
- Monika Weisberg-Schwarz (* 1949), deutsche Juristin und Richterin
- Moritz Wilhelm Paul Schwarz (1864–1919), deutsch-baltischer Pastor und Märtyrer, siehe Moritz Wilhelm Paul Schwartz

### N
- Naomi Maike Schwarz (* 1994), deutsche paralympische Schwimmerin
- Nathalie Schwarz (* 1993), österreichische Skilangläuferin
- Norbert Schwarz (* 1953), deutscher Sozialpsychologe
- Norbert Schwarz (Schauspieler) (* 1947), deutscher Schauspieler

### O
- Oliver Schwarz (* 1948), Schweizer Architekt
- Olly Schwarz (1877–1960), österreichische Frauenrechtlerin, Pädagogin und Schulgründerin
- Oskar Schwarz (1886–1981), deutscher Politiker (SPD) und Kammerfunktionär
- Oswald Schwarz (1883–1949), österreichischer Urologe und Psychosomatiker
- Otfried Schwarz (1912–1999), deutscher Jurist und Richter
- Otto Schwarz (Maler, 1852) (1852–1927), deutscher Maler
- Otto Schwarz (Jurist) (1876–1960), deutscher Jurist
- Otto Schwarz (Dirigent) (1876–1961), deutscher Musiker und Dirigent
- Otto Schwarz (Maler, 1877) (1877–1961), deutscher Maler
- Otto Schwarz (Politiker, 1891) (1891–1964), deutscher Politiker (SPD), Oberbürgermeister von Siegen
- Otto Schwarz (Politiker, 1895) (1895–1964), deutscher Politiker (SPD, SED)
- Otto Schwarz (General) (1897–1960), Generalleutnant
- Otto Schwarz (Botaniker) (1900–1983), deutscher Botaniker, Hochschullehrer und Politiker
- Otto Schwarz (Handballspieler) (1928–2017), Schweizer Handballspieler
- Otto Schwarz (Verfahrenstechniker) (1929–1997), deutscher Verfahrenstechniker
- Otto M. Schwarz (* 1967), österreichischer Komponist und Dirigent

### P
- Patrick Schwarz-Schütte (* 1956), deutscher Unternehmer und Kammerfunktionär
- Paul Schwarz (Orientalist) (1867–1938), deutscher Orientalist
- Paul Schwarz (Ingenieur) (1877–1951), deutscher Ingenieur, Unternehmer und Politiker (DVP)
- Paul Schwarz (Diplomat) (1882–1951), deutscher Chemiker und Erdöl-Ingenieur
- Paul Schwarz (Radsportfunktionär) (1882–1966), deutscher Radsportfunktionär
- Paul Schwarz (Sänger) (1887–1980), österreichischer Sänger
- Paul Schwarz (Musiker) (* 1946), deutscher Jazzmusiker und Komponist
- Paul Kurt Schwarz (1916–2010), österreichischer Grafiker
- Paul Wolfgang Schwarz (1766–1815/1826), deutscher Kupferstecher, Maler und Kunsthändler
- Pawlo Schwarz (* 1982), ukrainischer Pfarrer
- Peggy Schwarz (* 1971), deutsche Eiskunstläuferin
- Peter Schwarz (Jurist) (1777–1851), deutscher Jurist
- Peter Schwarz (Politiker) (1909–nach 1994), deutscher Politiker (SPD)
- Peter Schwarz (Dirigent) (1936–2006), deutscher Kirchenmusiker, Chorleiter und Dirigent
- Peter Schwarz (Journalist, I), deutscher Journalist und Publizist
- Peter Schwarz (Fußballspieler) (* 1953), deutscher Fußballspieler
- Peter Schwarz (Journalist, 1965) (* 1965), deutscher Journalist
- Peter Schwarz (Volleyballtrainer) (* 1992), deutscher Volleyballtrainer
- Peter-Andrew Schwarz (* 1960), Schweizer Archäologe
- Peter B. Schwarz (1953–2019), österreichischer Fußballspieler
- Petra Schwarz-Ritter (* 1972), österreichische Tennisspielerin
- Philip Schwarz (* 1978 oder 1981), deutscher Schauspieler und Musicaldarsteller
- Philip Bernhard Schwarz (1698–1783), deutscher Pfarrer und Kirchenbauer
- Philip Noah Schwarz (* 2001), deutscher Schauspieler
- Philipp Schwarz (?–1940), deutscher Fabrikant und Firmengründer
- Piet Schwarz, deutscher Unternehmer

### R
- Rainer Schwarz (Sinologe) (1940–2020), deutscher Sinologe und Übersetzer
- Rainer Schwarz (Ökonom) (* 1941), deutscher Physiker, Wirtschaftswissenschaftler und Philosoph
- Rainer Schwarz (Regisseur) (1952–2013), deutscher Regisseur
- Rainer Schwarz (Flughafenmanager) (* 1956), deutscher Flughafenmanager
- Rainer Schwarz (Leichtathlet) (* 1959), deutscher Leichtathlet
- Ralf Schwarz (Archäologe) (* 1959), deutscher Prähistoriker
- Ralf-Olivier Schwarz (* 1976), deutsch-französischer Musikwissenschaftler und Musikpädagoge
- Raphael Schwarz (1907–1943), deutscher römisch-katholischer Ordensmann, Missionar und Märtyrer
- Regina Schwarz (* 1951), deutsche Schriftstellerin
- Regine Schwarz (* 1965), deutsche Unternehmensbeteiligte, Verlegerin, Autorin und Filmregisseurin
- Rena Schwarz, deutsche Theaterschauspielerin und Kabarettistin
- Renate Schwarz (1937–2019), deutsche Juristin, Rechtsanwältin und Richterin am Verfassungsgerichtshof für das Land Nordrhein-Westfalen
- Reiner Schwarz (Maler) (* 1940), deutscher Maler, Lithograf und Zeichner
- Reiner Schwarz (Politiker) (* 1949), deutscher Politiker (SPD)
- Reiner Schwarz (Geograph) (* 1939), deutscher Geograph, Klimatologe und Landschaftsökologe
- Reinhard Schwarz (1929–2022), deutscher Theologe
- Reinhard Schwarz (Dirigent) (1936–2004), deutscher Dirigent
- Reinhard Schwarz-Schilling (1904–1985), deutscher Komponist
- Reinhold Schwarz (Politiker) (1888–1952), deutscher Politiker (LDP/LDPD)
- Reinhold Schwarz (Mediziner, 1929) (1929–2017), deutscher Gynäkologe
- Reinhold Schwarz (Mediziner, 1946) (1946–2008), deutscher Arzt, Psychoanalytiker und Hochschullehrer
- Reinhold Herbert Schwarz (* 1952), deutscher Maler und Objektkünstler
- Reinhold Walther Schwarz († 1960), deutscher Verleger und Unternehmensgründer
- Robert Schwarz (Chemiker) (1887–1963), deutscher Chemiker und Hochschullehrer
- Robert Schwarz (Maler) (1899–1962), deutscher Maler
- Robert Schwarz (Schauspieler) (* 1925), Schweizer Schauspieler
- Robert Schwarz (Grafiker) (* 1951), deutscher Grafiker und Buchkünstler
- Roberto Schwarz (* 1938), brasilianischer Literaturkritiker, Autor und Literaturtheoretiker
- Roger Schwarz (* 1961), deutscher Basketballschiedsrichter
- Roland Schwarz (Segler) (* 1936), deutscher Segler
- Roland Schwarz (Ringer) (* 1996), deutscher Ringer
- Rolf Schwarz (1926–2013), deutscher Schachspieler und Schachjournalist
- Rolf Schwarz (Journalist) (1946–2014), deutscher Journalist und Herausgeber
- Rolf Schwarz (Sportwissenschaftler) (* 1974), deutscher Sportwissenschaftler und Hochschullehrer
- Rolf Schwarz-Schütte (1920–2019), deutscher Unternehmer und Mäzen
- Rosalia Schwarz (1833–1870), Theaterschauspielerin
- Rose Schwarz (1935–2017), Krankenschwester und ehemalige Missionarin
- Rüdiger Schwarz (Forstmeister) (1914–1978), deutscher Forstbeamter und Jagdschriftsteller
- Rüdiger Schwarz (Musiker), deutscher Musiker und Musikpädagoge
- Rüdiger Schwarz (Reiter) (* 1950), deutscher Vielseitigkeitsreiter
- Rudo Schwarz (1906–1983), deutscher Maler, Zeichner, Fotograf und Autor
- Rudolf Schwarz (Bildhauer, 1866) (1866–1912), österreichisch-US-amerikanischer Bildhauer
- Rudolf Schwarz (Bildhauer, 1878) (1878–1960), deutscher Bildhauer
- Rudolf Schwarz (Autor, 1879) (1879–1945), Schweizer Schriftsteller und Dramatiker
- Rudolf Schwarz (Architekt) (1897–1961), deutscher Architekt
- Rudolf Schwarz (Widerstandskämpfer) (1904–1934), deutscher Politiker und Widerstandskämpfer
- Rudolf Schwarz (Autor, 1904) (1904–1963), deutscher Schriftsteller und Parapsychologe
- Rudolf Schwarz (Dirigent) (1905–1994), britischer Dirigent und Pianist österreichischer Herkunft
- Rudolf Schwarz (Schauspieler) (* 1960), Schweizer Schauspieler
- Rudolf Schwarz (Naturbahnrodler) (* 1985), deutscher Naturbahnrodler
- Ruth Schwarz-Ehinger (1914–1988), deutsche Malerin

### S
- Sabine Schwarz (Leichtathletin) (* 1967), deutsche Leichtathletin
- Sabine Schwarz (* 1973), österreichische Politikerin (ÖVP), siehe Sabine Keri
- Samuel Schwarz (Politiker) (1814–1868), Schweizer Politiker
- Samuel Schwarz (Theaterregisseur) (* 1971), Schweizer Theaterregisseur
- Samuel Schwarz (Eisschnellläufer) (* 1983), deutscher Eisschnellläufer
- Sandro Schwarz (* 1978), deutscher Fußballspieler
- Saskia Schwarz (Schauspielerin) (* 1975), deutsche Schauspielerin
- Saskia Schwarz (Fußballspielerin) (* 1982), deutsche Fußballspielerin
- Sebald Schwarz (1866–1934), deutscher Pädagoge und Schulreformer
- Sebastian Schwarz (Priester) (1809–1870), österreichischer Ordensstifter
- Sebastian Schwarz (Schauspieler) (* 1984), deutscher Schauspieler
- Sebastian Schwarz (Volleyballspieler) (* 1985), deutscher Volleyballspieler
- Sebastian Schwarz (Eishockeyspieler) (* 1986), deutscher Eishockeyspieler
- Sebastian Schwarz (Fußballspieler) (* 2003), österreichischer Fußballspieler
- Sebastian F. Schwarz (* 1974), deutscher Kulturmanager und Opernintendant
- Sepp Schwarz (1917–2013), österreichischer Grafiker und Holzschneider
- Shaul Schwarz (* 1974), israelischer Fotojournalist
- Sibylla Schwarz (1621–1638), deutsche Dichterin
- Siegfried Schwarz (* 1934), deutscher Historiker
- Sigismund Schwarz (1849–1919), österreichischer Bankier und Unternehmer
- Siggi Schwarz (* 1958), deutscher Gitarrist
- Silas Schwarz (* 1997), deutscher Fußballspieler
- Simon Schwarz (* 1971), österreichischer Schauspieler
- Simone Schwarz-Bart (* 1938), französisch-guadeloupische Schriftstellerin
- Sissy Schwarz (* 1936), österreichische Eiskunstläuferin
- Solomon M. Schwarz (1883–1973), russisch-US-amerikanischer Soziologe
- Sophie Schwarz (geb. Becker; 1754–1789), deutsch-baltische Schriftstellerin
- Stefan Schwarz (Mathematiker) (1914–1996), slowakischer Mathematiker
- Stefan Schwarz (Politiker) (* 1959), deutscher Politiker (CDU)
- Stefan Schwarz (Tiermediziner) (* 1961), deutscher Tiermediziner
- Stefan Schwarz (Autor) (* 1965), deutscher Journalist und Autor
- Stefan Schwarz (Fußballspieler) (* 1969), schwedischer Fußballspieler
- Stephan Schwarz (* 1965), deutscher Unternehmer
- Stephen D. Schwarz (* 1932), österreichischer Philosoph
- Susanne Schwarz (Theologin), deutsche Theologin
- Susanne Maria Schwarz (* 1986), deutsch-schweizerische Pianistin
- Susanne Schwarz-Raacke (* 1958), deutsche Industriedesignerin und Hochschullehrerin
- Sven Schwarz (Ruderer) (* 1964), niederländischer Ruderer
- Sven Schwarz (Schwimmer) (* 2002), deutscher Schwimmer
- Sylvia Schwarz (Schauspielerin, I), Schauspielerin
- Sylvia Schwarz (Medizinerin) (* 1956), österreichische Medizinerin und Hochschullehrerin
- Sylvia Schwarz (Schauspielerin) (* 1969), deutsche Schauspielerin und Hörspielsprecherin

### T
- Tabea Schwarz (* 2000), deutsche Volleyball- und Beachvolleyballspielerin
- Tamara Schwarz (* 1987), italienische Naturbahnrodlerin
- Tanja Schwarz (* 1970), deutsche Schriftstellerin
- Theobald Schwarz (≈1485–1561), deutscher Theologe und Reformator
- Theodor Schwarz (Theologe) (1777–1850), deutscher Theologe, Pfarrer, Schriftsteller und Maler
- Theodor Schwarz (Philosoph) (1915–1968), Schweizer Philosoph
- Thiemo Schwarz (1867–1947), österreichischer Ordensgeistlicher, Astronom und Sternwartenleiter
- Thomas Schwarz (Politiker, 1903) (1903–1974), deutscher Politiker (CDU)
- Thomas Schwarz (Journalist) (1944–2011), deutscher Sportjournalist
- Thomas Schwarz (Publizist) (* 1957), deutscher Journalist und Publizist
- Thomas Schwarz (Mediziner) (* 1957), österreichischer Dermatologe und Hochschullehrer
- Thomas Schwarz (Politiker, 1958) (* 1958), deutscher Politiker (SPD)
- Thomas Schwarz (Musiker) (* 1960), deutscher Kirchenmusiker
- Thomas Schwarz (Politiker, 1974) (* 1974), deutscher Politiker (Aktion Partei für Tierschutz)
- Thomas Schwarz (Eisschnellläufer) (* 1983), deutscher Eisschnellläufer
- Tilmann Schwarz (1946–2015), deutscher Jurist
- Tom Schwarz (* 1994), deutscher Boxer und Jugendweltmeister

### U
- Uli Schwarz (1934–2006), deutscher Biologe
- Ullrich Schwarz (* 1950), deutscher Architekturtheoretiker und Hochschullehrer
- Ulrich Schwarz (Ratsherr) (1422–1478), deutscher Politiker, Ratsherr in Augsburg
- Ulrich Schwarz (Journalist) (1936–2025), deutscher Journalist
- Ulrich Schwarz (Historiker) (* 1944), deutscher Historiker und Archivar
- Ulrich Schwarz (Schauspieler) (* 1947), deutscher Schauspieler und Regisseur
- Ulrich Schwarz (Polizeipräsident) (* 1954), deutscher Polizeipräsident
- Ulrich Schwarz (Designer) (* 1956), deutscher Designer und Hochschullehrer
- Ulrich Schwarz (Physiker) (* 1966), deutscher Physiker
- Ulrich Geiger-Schwarz (?–1916), Schweizer Weinhändler und Sammler von Altertümern
- Ulrike Schwarz (* 1958), österreichische Politikerin
- Urs Schwarz (Journalist) (1905–1996), Schweizer Journalist und Hochschullehrer
- Urs Schwarz (Politiker) (1926–2015), Schweizer Politiker (FDP)
- Uwe Schwarz (* 1957), deutscher Politiker (SPD)

### V
- Valentin Schwarz (* 1989), österreichischer Regisseur
- Vera Schwarz (Sängerin) (1889–1964), österreichische Sängerin (Sopran)
- Vera Schwarz (Cembalistin) (1929–1980), deutsche Cembalistin und Hochschullehrerin
- Viktoria Schwarz (* 1985), österreichische Kanutin

### W
- W. H. Eugen Schwarz (* 1937), deutscher Chemiker
- Walter Schwarz (Theologe) (1886–1957), deutscher evangelischer Geistlicher und Medienmanager
- Walter Schwarz, Geburtsname von Michael Evenari (1904–1989), israelischer Botaniker
- Walter Schwarz (Jurist) (1906–1988), deutsch-israelischer Jurist
- Walter Schwarz  (Glasgestalter) (* 1931), deutscher Kunstglasbläser, Glasgestalter und Glaskünstler
- Walter Schwarz (Fußballspieler) (* 1936), deutscher Fußballspieler
- Walter A. Schwarz (* 1944), österreichischer Unteroffizier
- Walter Andreas Schwarz (1913–1992), deutscher Sänger, Schriftsteller, Kabarettist und Übersetzer
- Walter Cäsar Schwarz (1882–um 1947), österreichischer Architekt
- Walther Schwarz (1830–1914), deutsche Schriftstellerin und Kunstsammlerin, siehe Luise Wanda von Dallwitz
- Walther Schwarz (1881–nach 1923), deutscher Jurist, Arzt und Ministerialbeamter
- Werner Schwarz (Politiker, 1900) (1900–1982), deutscher Politiker (CDU)
- Werner Schwarz (Politiker, 1902) (1902–1942), deutscher Politiker (NSDAP)
- Werner Schwarz (Literaturwissenschaftler) (1905–1982), niederländischer Germanist
- Werner Schwarz (Musikwissenschaftler) (1906–1998), deutscher Musikwissenschaftler
- Werner Schwarz (Musiker), deutscher Musiker
- Werner Schwarz (Künstler, 1918) (1918–1994), Schweizer Künstler
- Werner Schwarz (Maler) (1924–2010), deutscher Maler
- Werner Schwarz (Fußballspieler) (* 1952), österreichischer Fußballspieler und -trainer
- Werner Schwarz (Künstler, 1953) (* 1953), deutscher Maler, Grafiker und Holzschneider
- Werner Schwarz (Politiker, 1960) (* 1960), deutscher Landwirt, Agrarfunktionär und Politiker (CDU)
- Werner Schwarz (Autor) (* 1961), deutscher Autor und Dokumentarfilmer
- Werner Schwarz (Nordischer Kombinierer) (* 1964), österreichischer Nordischer Kombinierer
- Wiebke Adam-Schwarz (* 1968), deutsche Schauspielerin
- Wilfried Schwarz (* 1937), deutscher Maler und Lehrer
- Wilhelm Schwarz (Orgelbauer) (Wilhelm August Schwarz; 1848–1912), deutscher Orgelbauer, siehe Wilhelm Schwarz & Sohn
- Wilhelm Schwarz (Jurist) (1869–1926), deutscher Jurist, Ministerial- und Staatsrat
- Wilhelm Schwarz (Politiker, 1887) (1887–1966), deutscher Politiker (Zentrum), Bürgermeister von Mosbach
- Wilhelm Schwarz (Politiker, 1902) (1902–1975), deutscher Politiker (NSDAP), MdR
- Wilhelm von Schwarz-Senborn (1816–1903), österreichischer Diplomat
- Will Schwarz (Maler) (1894–1946), deutscher Maler
- Will Schwarz (Architekt) (1907–1992), deutscher Architekt
- Willi Schwarz (1902–1975), deutscher Widerstandskämpfer gegen den Nationalsozialismus und SED-Funktionär
- Willihard Schwarz (1927–2000), deutscher Bauingenieur
- Willy Schwarz (* ≈1950), US-amerikanischer Sänger, Musiker und Orchestergründer
- Winfried Schwarz (* 1934), deutscher Schauspieler
- Wolf Schwarz (1917–2003), deutscher Rechtsanwalt, Filmproduzent und Manager
- Wolfgang Schwarz (Autor) (1916–2012), deutscher Autor
- Wolfgang Schwarz (Schauspieler) (* 1925), deutscher Schauspieler
- Wolfgang Schwarz (Widerstandskämpfer) (1926–2021), deutscher Widerstandskämpfer
- Wolfgang Schwarz (Boxer), deutscher Boxer
- Wolfgang Schwarz (Mathematiker) (1934–2013), deutscher Mathematiker
- Wolfgang Schwarz (Geograph) (* 1942), österreichischer Geograph
- Wolfgang Schwarz (Eiskunstläufer) (* 1947), österreichischer Eiskunstläufer
- Wolfgang F. Schwarz (Slawist) (* 1948), deutscher Slawist und Hochschullehrer, Professor Universität Leipzig
- Wolfgang Schwarz (Publizist) (* 1952), deutscher Politikwissenschaftler und Publizist
- Wolfgang Schwarz (Fußballspieler, 1952) (* 1952), österreichischer Fußballspieler und -trainer
- Wolfgang Schwarz (Politiker) (* 1954), deutscher Politiker (SPD), MdL Rheinland-Pfalz
- Wolfgang Schwarz (Fußballspieler, 1965) (* 1965), österreichischer Fußballspieler

### Z
- Zbyněk Schwarz (* 1951), tschechischer Badmintonspieler